# The Iron Strain
The Iron Strain è un film muto del 1915 diretto da Reginald Barker con la supervisione di Thomas H. Ince.

## Trama
Temendo che Octavia, sua nipote, finisca per sposarsi con qualche nullità cittadina senza spina dorsale, Ezra Whitney, magnate minerario di San Francisco, parte per l'Alaska portandosi dietro la ragazza, alla quale vuole trovare qualche buon partito che possa essere considerato un vero uomo. In quei luoghi selvaggi, Octavia incontra Chuck Hemingway, raffinato prodotto della Ivy League il quale, però, si fa passare per un rude bullo. Chuck la corteggia, ma lei, pensando che lui non sia alla sua altezza, lo respinge. Il giovanotto, allora, la rapisce. Abbandonata da Ezra, costretta a sposarsi, Octavia - benché il marito non la tocchi - cede alla depressione. Passano alcuni mesi: Octavia, piano piano, si riprende e comincia a trovare nuovi interessi mettendosi a lavorare in casa. Il lavoro domestico le procura grande soddisfazione ma, anche se contenta della sua nuova vita, continua sempre a tenere a distanza il marito. Chuck suscita però la sua gelosia quando sembra iniziare una relazione con Kitty Malloy, la stella del saloon. Octavia, che ormai ha capito di amarlo, deve brigare per riconquistare il marito, riuscendo alla fine a convincerlo della sincerità del suo amore. Felici, i due sposi ritornano alla civiltà. Rientrati in città, si presentano uniti e raggianti da Ezra che nella loro felicità vede confermata la giustezza del suo modo di concepire il matrimonio e l'unione tra uomo e donna.

## Produzione
Le riprese del film, prodotto dalla Kay-Bee Pictures e dalla New York Motion Picture, durarono dal 6 aprile al 15 maggio 1915.

## Distribuzione
Il copyright del film, richiesto dalla Triangle Film Corp., fu registrato il 7 novembre 1915 con il numero LP10561.
Distribuito dalla Triangle Distributing, il film uscì nelle sale cinematografiche degli Stati Uniti il 7 novembre 1915 dopo essere stato presentato in prima al Knickerbocker Theatre di New York il 23 settembre 1915.
Nel Regno Unito, dove uscì nel 1917, era conosciuto con il titolo A Modern Taming of the Shrew. Nello stesso anno, il film fu distribuito anche in Danimarca con il titolo Kæmpen fra Alaska. La W.H. Productions Company ne curò una riedizione distribuita negli Stati Uniti il 23 agosto 1920.